# Triboulin
Le Triboulin est une rivière du Massif central, dans le département de la Lozère, et un sous-affluent de la Garonne par la Truyère et le Lot.

## Géographie
De 16,4 km de longueur, le Triboulin (en occitan Tribolin) prend sa source en Lozère sur le hameau de Lasfonds (le hameau aux cent sources) sur l'ancienne commune de Sainte-Colombe-de-Peyre dans la parcelle cadastrée sous le no ZS 36 à 1 153 m d'altitude.

### Départements et communes traversées
- Lozère : Fontans, La Chaze-de-Peyre, Sainte-Colombe-de-Peyre, Aumont-Aubrac, Saint-Sauveur-de-Peyre, Javols.

Il traverse d'ouest en est les communes ou hameaux de Couffinet, Vimenet, La Chazotte, les Moulins de Longuessagne, Javols.
C'est au Couffinet que le Triboulin reçoit une conduite forcée des eaux du lac du Moulinet (mise en œuvre lors de fortes précipitations ou lors d'un étiage très bas du Triboulin qui alimente en eau le village de Javols).
Le Triboulin rejoint la Truyère au lieu-dit « El Trao del Baoc » à proximité de la D 806.

## Affluents
Il reçoit plusieurs rivières ou ruisseaux affluents dont :
- l'Hermabessière qui prend sa source quelques parcelles plus à l'Est (no ZS 57) et qui le rejoint sur la route D53 quelques centaines de mètres avant le hameau Hermabessière ;
- le Cotendre avant le hameau Le Couffinet où se joignent au Triboulin les ruisseaux de La Chaze, La Roche, Le Sainte-Colombe, Le Fons et le Moulin.

À partir du Couffinet il reçoit les ruisseaux suivants : le Bouchet, le Villeneuve par le Rochadels, l'Orbagnac, le Longuessagne, l'Arbouroux et le Dalbière.

## Aménagements et écologie
Les moulins sur le Triboulin étaient fort nombreux au début du XXe siècle ; ils ont presque tous disparu et les derniers visibles sont dans un état de délabrement important. Seul le moulin de Vimenet a été restauré en résidence secondaire dans un cadre très bucolique. Nous pouvons les noter à partir de Couffinet vers Tiracols : le moulin de Vimenet restauré, les moulins de Longuessagne (deux moulins disparus, un servant actuellement d’habitation), le moulin de Ramadier (ancien maire de Javols) transformé en pisciculture qui sera détruite l’année de sa création par une forte crue du Triboulin, le moulin de la Ferme du Pont en bon état et très connu par sa diffusion photographique par carte postale, le moulin en aval de Javols propriété de Seguin, endommagé par un incendie : il possédait il y a peu tout le matériel nécessaire à la fabrication de la farine, et enfin les vestiges du moulin de Tiracols, moulin dit de Beau Bertrand en bas de la forêt du Bois du Mont.